# Bondost
Bondost (a veces deletreado bond-ost, sueco para "queso de granjero") es un queso sueco, también elaborado en los Estados Unidos, principalmente en Nueva York.
Este queso de leche de vaca tiene forma cilíndrica, mide unos 13 cm de diámetro y 9 cm de alto. Una vez que la leche (cruda o pasteurizada) se cuaja, se calienta, se corta, se sala, se revuelve, se prensa en moldes y se sumerge en salmuera durante uno o dos días. Luego el queso fresco se deja madurar durante seis a ocho semanas. 
A veces, el bondost se condimenta con comino o semillas de alcaravea, que se incorporan a la cuajada justo antes de moldearla.
El queso tiene una textura firme que proporciona un queso de sabor suave que se puede servir como aperitivo o para picar. Cuando se produce, se cura en salmuera, se deja secar y está listo para servir en aproximadamente a los 2 meses. Algunas variedades se curan durante apenas 1 o 2 días, mientras que las variedades más sabrosas se curan durante varias semanas.